# Linea 162
La linea 152 (Ligne 152 in francese, Spoorlijn 152 in olandese) è una linea ferroviaria belga a scartamento ordinario lunga 146,8 km che unisce la città di Namur con la frontiera lussemburghese. Oltreconfine la ferrovia prosegue come linea 6.
Insieme alla contigua linea 161 costituisce il collegamento ferroviario diretto tra Bruxelles ed il Granducato del Lussemburgo.

## Storia
La linea fu costruita dalla Grande compagnie du Luxembourg come collegamento ferroviario tra la capitale belga e il Lussemburgo. Tra il 1854 ed il 1856 fu aperto il segmento tra Bruxelles e la città vallona di Namur. Nel 1858 fu raggiunta la cittadina di Arlon, nell'estremo sud del Belgio, mentre l'anno seguente fu raggiunto il confine lussemburghese presso la località di Sterpenich.
Il raddoppio della linea fu realizzato nel 1873 mentre l'elettrificazione fu ultimata nel 1956.